# Kongeriget Araucanien og Patagonien
Kongeriget Araucanien og Patagonien blev grundlagt af den franske advokat og eventyrer Orelie-Antoine de Tounens i det sydlige Sydamerika i midten af det 19. århundrede. På det tidspunkt var de indfødte Mapuche-folk involveret i en desperat væbnet kamp for at bevare deres uafhængighed over for fjendtlige militære og økonomiske overgreb fra regeringerne i Chile og Argentina, som var interesseret i at overtage Mapuche-områderne på grund af de landbrugsmæssige muligheder.
Under et besøg i området i 1860 fik Orelie-Antoine de Tounens sympati for Mapuche-sagen, og Mapuche-lederne valgte ham til gengæld som konge om landområder i Patagonien og Araucanien – muligvis i forventning om, at deres sag ville stå bedre, når den blev fremlagt med en europæer som talerør. Orelie-Antoine gik så i gang med at nedsætte en regering, designede et blå-hvid-grøn-stribet flag og prægede mønter for nationen under navnet Nouvelle France.
Hans anstrengelser for at opnå international anerkendelse for Mapucherne blev forhindret af regeringerne i Chile og Argentina, som fangede ham, fængslede ham og senere deporterede ham flere gange. Kong Orelie-Antoine I døde til sidst ludfattig i Frankrig i 1878 efter i årevis forgæves at have kæmpet for at genvinde sin efter, egen opfattelse, legitime autoritet over kongeriget.
Den nuværende efterfølger efter den første araucanske konge, Prins Felipe, bor i Frankrig og har givet afkald på sin forgængers krav på kongeriget, men han har holdt mindet om Orelie-Antoine i live og har givet sin støtte til den fortsatte kamp for Mapuchernes selvbestemmelse ved at give tilladelse til udstedelsen af omkring fyrre mønter i kobbernikkel, sølv, guld og palladium.

### Historie
- Kongerigets historie
- Araucaniens krones historie
- Historien om det araucanske flag
- Kort over kongeriget fra det 19. århundrede
- Kongerigets mønter fra det 19. århundrede
- Kongerigets mønter fra det 20. århundrede
- Kongerigets hovedstad
- Medaljer og ordner fra kongeriget

### Kongelige familie
- Kong Orelie-Antoines levnedsbeskrivelse
- Kong Orelie-Antoines manifest
- Kong Orelie-Antoines grav
- Prins Felipe og Prinsesse Elisabeth
- Prinsesse Elisabeths død
- Museum for kongerne af Araucanien og Patagonien
- Det Royale Araucanske Galleri
- Mapuche Cacique Galleri

### Andre
- House of Araucania and Patagonia (Webside ikke længere tilgængelig)
- Journal of the North American Araucanian Royalist Society
- Markedsplads for araucanske genstande
- Mapuche ressourcer og dokumenter

|  | Infoboks uden skabelon Denne artikel har en infoboks dannet af en tabel eller tilsvarende. |